# David Labrava
David M. Labrava (ur. 19 października 1962 w Miami) – amerykański aktor, tatuażysta, były członek Hells Angels.

## Wczesne życie
Labrava urodził się w Miami na Florydzie, młodość spędził w dużej części w Amsterdamie gdzie pracował w salonie tatuażu oraz jako ochroniarz w klubie. Swojego pierwszego Harleya Davidsona dostał w wieku 17 lat. W wieku 14 lat dorabiał jako gotując chicharrón.

## Kariera
Labrava został zatrudniony jako konsultant techniczny podczas kręcenia Synów Anarchii, a następnie został obsadzony jako Happy Lowman. Był także współautorem odcinka 10 z sezonu czwartego - jedynego odcinka który kiedykolwiek zdobył wyróżnienie  magazynu TIME.
Jest autorem autobiografii zatytułowanej "Becoming A Son".
Labrava wyprodukował i wyreżyserował film fabularnym Street Level z 2015, w którym wcielił się również w jedną z postaci.

## Życie prywatne
Aktor mieszka ze swoimi psami w Oakland w Kalifornii. Praktykuje buddyzm.
Jego szesnastoletni syn popełnił samobójstwo 5 maja 2018 r. na skutek depresji. Z tego powodu Labrava poprosił wtedy swoich fanów na Instagramie o zwracanie uwagi na stan psychiczny swoich bliskich, ponieważ mogą nie okazywać żadnych objawów depresji.

## Filmografia
- Synowie Anarchii (2008–2014, serial telewizyjny)
- Street Level (2015, film)
- The Package  (2016, film krótkometrażowy)
- 1% – The Voice Within (2017)
- Lucyfer (2018, serial telewizyjny)
- Mayans M.C. (2018 – obecnie, serial telewizyjny)